# دينيس مويلينبورغ
دينيس إيه مويلينبورغ (Dennis A. Muilenburg) (مواليد 1964) هو مهندس أمريكي، ومدير تنفيذي للأعمال، والرئيس السابق والرئيس التنفيذي لشركة بوينغ، وهي شركة طيران ودفاع متعددة الجنسيات. شغل منصب الرئيس التنفيذي من عام 2015 إلى عام 2019، عندما أُقيل من منصبه في أعقاب تحطم 737 ماكس وما تلاها من توقفات عن العمل.
تم انتخاب مويلينبورغ كعضو في الأكاديمية الوطنية للهندسة في عام 2018 لقيادتها في مجالات الدفاع والفضاء والأمن والطائرات التجارية.

## النشأة والتعليم
نشأ مويلينبورغ في مزرعة في ولاية أيوا.
تخرج في 1982 من مدرسة سيوكس سنتر الثانوية في سيوكس سنتر، أيوا. حصل على درجة البكالوريوس في هندسة الفضاء من جامعة ولاية أيوا، تليها درجة الماجستير في الملاحة الجوية والفضائية من جامعة واشنطن.

## مسار مهني مسار وظيفي
بدأ مويلينبورغ العمل في بوينغ كمتدرب عام 1985. 
شغل مويلينبورغ العديد من المناصب الإدارية والهندسية في العديد من برامج بوينغ، بما في ذلك إكس-32 (دخول بوينغ في مسابقة برنامج جوينت سترايك فايتر)؛ مشاركة بوينغ في مقاتلة لوكهيد مارتن إف-22 رابتور؛ جهاز الليزر المحمول جواً YAL-1747؛ النقل المدني عالي السرعة؛ وطائرة الاستطلاع كوندور بدون طيار. شغل لاحقًا منصب نائب رئيس قسم أنظمة القتال في بوينغ ومدير برنامج أنظمة القتال المستقبلية للجيش. شغل مويلينبورغ منصب الرئيس والمدير التنفيذي لشركة بوينغ لأنظمة الدفاع المتكاملة، والتي أعيدت تسميتها فيما بعد بوينغ للدفاع والفضاء والأمن (BDS)، من سبتمبر 2009 إلى 2015.

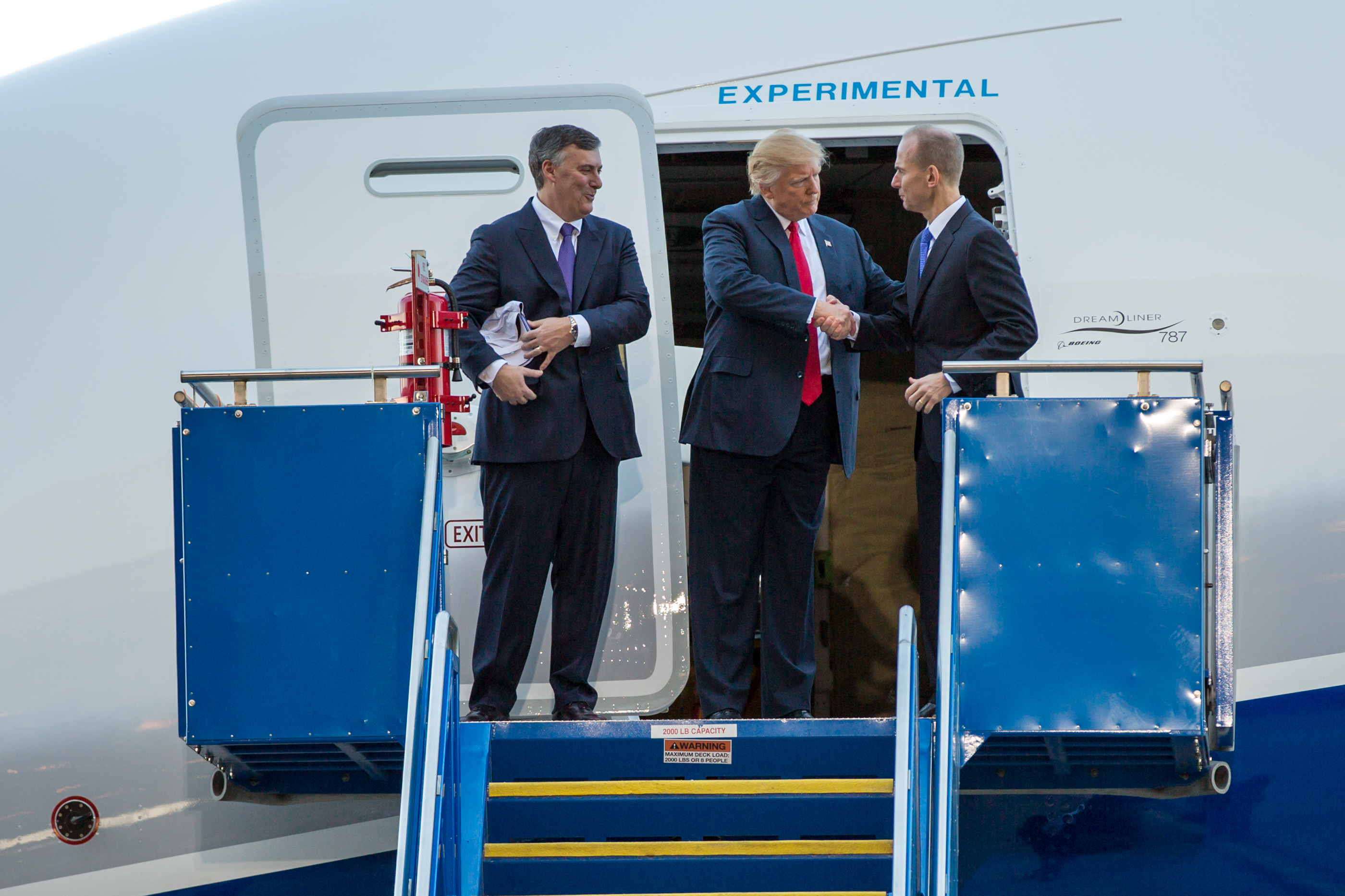
في حفل إطلاق دريملاينر 787-10 مع الرئيس دونالد ترامب

في ديسمبر 2013، أصبح مويلينبورغ رئيسًا لشركة بوينغ.
في يونيو 2015، أعلنت شركة بوينغ أن مويلينبورغ سيخلف جيمس ماكنيرني في منصب الرئيس التنفيذي، الذي كان يتنحى بعد عشر سنوات في هذا المنصب. أصبح الرئيس التنفيذي في يوليو 2015.
في فبراير 2016، أُعلن أن مويلينبورغ سيخلف أيضًا ماكنيرني كرئيس لشركة بوينغ. في مارس 2016، أصبح مويلينبورغ رئيس مجلس إدارة بوينغ.
في مارس 2019، نتيجة لتحطم رحلة الخطوط الجوية الإثيوبية 302 وتحطم طائرة ليون إير 610، التي وقعت قبل خمسة أشهر من تحطم الطائرة الإثيوبية، بدأت معظم شركات الطيران والدول في إيقاف تشغيل طائرة بوينغ 737 ماكس 8 بسبب مخاوف تتعلق بالسلامة. في 12 مارس، تحدث الرئيس دونالد ترامب إلى مويلينبورغ وتلقى تأكيدات بأن الطائرة آمنة. قام ترامب بإيقاف تشغيل عائلة طائرات 737 ماكس في 13 مارس.
في أكتوبر 2019، أعلنت شركة بوينغ أن مجلس الإدارة قد صوت لفصل دور الرئيس والمدير التنفيذي، وكلاهما شغله مويلينبورغ. تم انتخاب ديفيد إل كالهون لتولي منصب رئيس مجلس الإدارة غير التنفيذي، بينما واصل مويلينبورغ منصب الرئيس التنفيذي والرئيس. قالت الشركة إن هذا التغيير سيمكن مويلينبورغ من التركيز بدوام كامل على إدارة الشركة، بينما عملت على إعادة بوينغ 737 ماكس إلى الخدمة.
في نوفمبر 2019، أكد مويلينبورغ أنه لن يحصل على مكافأة عن العام، بعد أن تعرض لانتقادات بسبب تحطم طائرتين أسفرا عن مقتل ما مجموعه 346 شخصًا.
في 23 ديسمبر 2019، أعلنت شركة بوينغ أن مويلينبورغ استقال من منصب الرئيس التنفيذي ومدير مجلس الإدارة، في أعقاب حادثتي تحطم طائرة بوينغ 737 ماكس. على الرغم من أنه خسر سهمًا قيمته 14.6 مليون دولار، كان يحق لمويلينبورغ تعاقديًا الحصول على 62.2 مليون دولار في شكل أسهم ومعاشات تقاعدية.
أثار هذا الدفع من قبل شركة بوينغ انتقادات. قال مايكل ستومو، الذي فقد ابنته في حادث تحطم الخطوط الجوية الإثيوبية، "لقد طُرد من العمل لسوء أدائه، ويجب أن يعامل مثل أي موظف إنتاج آخر يُطرد بسبب الأداء الضعيف". فقدت زيبورا كوريا والدها جوزيف وقالت: 'لا أحد يحصل على فوائده عندما يكونو قد أفسدوا هذا القدر. كان مويلنبورغ وأبي في نفس العمر. شخصان، واحد هو شخص متميز يفلت من لعب دور كبير في وفاة الكثير من الناس، والآخر يثق بمنتج ويموت من أجله. كتبت السناتور الأمريكي إليزابيث وارن بخصوص الدفع الذي دفعته شركة بوينغ، "مات 346 شخصًا. ومع ذلك، ضغط دينيس مويلينبورغ على المنظمين ووضع الأرباح قبل سلامة الركاب والطيارين والمضيفات. سيخرج بمبلغ إضافي قدره 62.2 مليون دولار. هذا فساد، واضح وبسيط.
وقد خلفه رئيس مجلس الإدارة الحالي ديفيد إل كالهون في منصب الرئيس التنفيذي والرئيس، اعتبارًا من 13 يناير 2020. سيعمل المدير المالي الحالي، غريج سميث، كمدير تنفيذي مؤقت خلال الفترة الانتقالية. وذكر البيان الصحفي لبوينغ أن «مجلس الإدارة قرر أن التغيير في القيادة كان ضروريًا لاستعادة الثقة في الشركة وهي تمضي قدمًا حيث تعمل على إصلاح العلاقات مع المنظمين والعملاء وجميع أصحاب المصلحة الآخرين».
في يناير 2020، أعلنت شركة كاتربيلر أن مويلينبورغ قد استقال من مجلس إدارتها (الذي انضم إليه في 2011)، وذكر في ملف تنظيمي أن استقالته لم تكن بسبب أي خلاف مع الشركة.

## العضويات
عضوية مجلس الإدارة
حالي
- أمين المتحف الوطني للحرب العالمية الثانية[22][23]
- عضو مجلس أمناء جامعة نورث وسترن[6]
- عضو مجلس إدارة مجلس الأعمال الأمريكي الصيني[6][24]

سابق
- عضو مجلس إدارة شركة كاتربيلر [6] [25]
- عضو مجلس إدارة شركة بوينغ حتى استقالته في 23 ديسمبر 2019 من منصب الرئيس والمدير التنفيذي وعضو مجلس الإدارة في أعقاب تحطم طائرة 737 ماكس.
- رئيس مجلس إدارة شركة بوينغ[10][22]
- نائب رئيس مجلس إدارة شركة بوينغ[6]
- رئيس مجلس إدارة جمعية الصناعات الفضائية الجوية[6][26]
- عضو مجلس أمناء جامعة واشنطن[6]
- عضو مجلس إدارة جمعية الصناعات الفضائية الجوية[6]

عضويات أخرى
- عضو، المائدة المستديرة للأعمال (Business Roundtable)[22][27]
- عضو رابطة جيش الولايات المتحدة[6]
- عضو، الفريق الاستشاري لمستخدمي المجلس الوطني للفضاء[28]
- عضو الأكاديمية الوطنية للهندسة[29]

## الحياة الشخصية
يركب مويلينبورغ حوالي 120 ميلًا في الأسبوع حول منطقة شيكاغو، حيث يقع المقر الرئيسي لشركة بوينغ.
مويلنبورغ هو معمداني وقد تحدث عن إدارة الحياة بشكل عام.

## الجوائز
- زميل الجمعية الملكية للطيران[22]
- زميل فخري، المعهد الأمريكي للملاحة الجوية والملاحة الفضائية[6][34]
- جائزة جون دبليو ديكسون (2017)، رابطة جيش الولايات المتحدة[35]
- جائزة الرئيس التنفيذي للعام (2018)، صندوق صندوق كلية ثورغود مارشال[36]
- جائزة العميد (2018)، كلية الهندسة بجامعة واشنطن[37]
- شخصية العام (2018)، أسبوع الطيران[38]

## روابط خارجية
- دينيس مويلينبورغ في قاعدة بيانات الأفلام على الإنترنت
- Boeing's Fatal Flaw (full documentary) | FRONTLINE (بالإنجليزية), Retrieved 2021-09-19

| مناصب تجارية      | مناصب تجارية                            | مناصب تجارية    |
| ----------------- | --------------------------------------- | --------------- |
| سبقه جيمس مكنيرني | الرئيس التنفيذي لشركة بوينغ 2015 – 2019 | تبعه ديف كالهون |